# Charkiw (Fluss)
Der Charkiw (ukrainisch Харків; russisch Харьков/Charkow) ist ein 71 km langer Fluss in Russland und der Ukraine. Der Fluss mit einem Einzugsgebiet von 1160 km² zählt zum Gewässersystem des Siwerskyj Donez.
Der Charkiw entspringt bei Kriwenkow Jar (Кривеньков яр) 5 Kilometer östlich der Siedlung städtischen Typs Oktjabrski in der russischen Oblast Belgorod, durchfließt anschließend den Norden der Oblast Charkiw, wo er bei dem Dorf Lypzi zum 5,92 km² großen Trawjanske-Reservoir (Трав'янське водосховище) angestaut wird, bevor er in der ukrainischen Stadt Charkiw von links in den Lopan mündet.

## Nebenflüsse
Die längsten Nebenflüsse des Charkiw sind die von links einmündenden Flüsse Murom (Муром) mit einer Länge von 35 km und einem Einzugsgebiet von 211 km², der zum Muromske-Reservoir (Муромське водосховище; 4,08 km²) angestaut ist und die 27 Kilometer lange Nemyschlja (Немишля) mit einem Einzugsgebiet von 72 km². Der ebenfalls von links zufließende Wjaliw ist zum Wjaliwsk-Reservoir (В'́ялівське водосховище; 1,74 km²) angestaut.